# Bolbaffer coriaceus
Bolbaffer coriaceus es una especie de coleóptero de la familia Geotrupidae.

## Distribución geográfica
Habita en Congo, Kenia, Tanzania y Zambia.